# Георги Лапчев
Георги Иванов Лапчев е български политик, кмет на община Царево, издигнат от ГЕРБ (2011-2023).

## Биография
Георги Лапчев е роден на 28 декември 1975 година в град Мичурин, България. Магистър със специалност „Горско стопанство“ в Лесотехнически университет – София.

### Професионална кариера
В периода от 2001 до 2002 година Лапчев е старши лесничей в ДГС – село Кости, след което е заместник-директор на лесничейството (2002 – 2010), а през 2010 година е директор на ДГС – Царево.

### Политическа кариера
Георги Лапчев става кмет на Царево през 2011 година, издигнат от ГЕРБ. Прави три последователни мандата, като печели всички безапелационно на първи тур. През 2023 година обявява, че е ще спази обещанието си да не прави четвърти мандат. В края на кметската си кариера Георги Лапчев продължава да има 83 % одобрение от местното население.

#### Избори
На местните избори през 2011 година е избран за кмет от листата на ГЕРБ. Печели на първи тур с 56,18 %, втори след него е Петко Арнаудов, кандидат от инициативен комитет, който получава 36,38 %.

### Постижения
Георги Лапчев е автор на променените площадни пространства на град Царево,  град Ахтопол. При неговото управление са създадени крайбрежните алеи, мащабните зелени пространства. Напълно са реновирани училищата, детските градини, както и за първи път отваря врати клон на висше училище. В периода му на управление са ремонтирани храмовете, като на основните градски храмове са поставени позлатени кубета. През управлението на Лапчев е създадена морската градина на с.Лозенец. Той построява новата административна сграда на общинската администрация в общинския център - град Царево.
Георги Лапчев е основоположник на уникалните за региона фестивали "Рибен фест" и "Джурджуна"